# Koupéla
Koupéla este un oraș din provincia Kouritenga, Burkina Faso.